# جيف ميلر (سياسي)
جيف ميلر (بالإنجليزية: Jeff Miller)‏ هو سياسي أمريكي، ولد في 9 نوفمبر 1962. حزبياً، نشط في الحزب الجمهوري. وقد انتخب عضو مجلس ولاية تينيسي.